# Sibirasellus parpurae
Sibirasellus parpurae is een pissebed uit de familie Asellidae. De wetenschappelijke naam van de soort is voor het eerst geldig gepubliceerd in 1993 door Henry & Magniez.